# Panorpa hiurai
Panorpa hiurai är en näbbsländeart som beskrevs av Miyamoto 1985. Panorpa hiurai ingår i släktet Panorpa och familjen skorpionsländor. Inga underarter finns listade i Catalogue of Life.